# Język kapauri
Język kapauri (a. kapaori, kapaoli, kapori), także: neka, kapa – język papuaski używany w prowincji Papua w Indonezji. Według danych z 2009 roku posługuje się nim 200 osób.
Jego obszar obejmuje miejscowości Pagai, Kamikaru i Makri (Magri) w dystrykcie Airu (kabupaten Jayapura). We wsi Pagai obecna jest również ludność Kosare. Dawniej grupy Kapauri i Kosare prowadziły nomadyczny tryb życia.
W 2006 r. stwierdzono, że kapauri pozostaje preferowanym środkiem komunikacji w większości sfer życia. W szerokim użyciu są również odmiany malajskiego (malajski papuaski i standardowy indonezyjski), zwłaszcza w edukacji i kontaktach międzygrupowych. Wśród Kapauri znany jest także język kosare. Zagrożeniami dla żywotności kapauri mogłyby być migracje ludności i małżeństwa mieszane, przy czym odnotowano, że osoby z zewnątrz często przyswajają lokalny język. Nieliczne osoby nie posługują się językiem narodowym.
W.A. Foley (2018) rozpatruje go jako samodzielną gałąź rodziny języków kaure (prawdopodobnej grupy transnowogwinejskiej), obok gałęzi, na którą składają się języki kaure, kosare i narau. Taką też klasyfikację prezentuje katalog Ethnologue (wyd. 25), bez uwzględnienia narau. Wcześniej C.L. Voorhoeve (1975) i S.A. Wurm (1982) wyróżnili grupę kaure obejmującą kaure i narau (od 1982 r. także kosare) oraz odosobnione języki sause i kapauri. Niewykluczone, że kapauri to izolat (wyróżniono jedynie niewielką grupę możliwych wyrazów pokrewnych). Pośród izolatów wymienia go H. Hammarström (2018). T. Usher zalicza ten język do zachodniej grupy języków łańcucha Foja, sugerując związek z sause. S. Wichmann (2013) łączy kapauri z rodziną nimboran oraz językami granicznymi.
Kapauri jest wykorzystywany w komunikacji pisanej, aczkolwiek w ograniczonym zakresie.